# Casey McKee
Casey McKee (* 1976 in Phoenix, Arizona) ist ein amerikanischer Künstler.     

## Leben und Werk
McKees Arbeiten wurden in zahlreichen Ausstellungen gezeigt, zum Beispiel die Village People im Kunstverein Wolfsburg, Human Conditions im Scottsdale Museum of Contemporary Art in Scottsdale, Arizona, und UN/FAIR TRADE – Die Kunst der Gerechtigkeit in der Neuen Galerie Graz am Universalmuseum Joanneum im österreichischen Graz. Er wird durch die Galerie Greulich in Frankfurt am Main und durch Helium Cowboy in Hamburg vertreten.
McKee arbeitet überwiegend in einer gemischten Technik, eine Kombination von Fotografie und Malerei. Als Erstes macht er eine Fotografie und mittels fotografischer Emulsion überträgt er sie auf eine Oberfläche (zum Beispiel Leinen, Holz, handgefertigtes Papier etc.) Die meiste Zeit verbringt McKee mit der Arbeit mit Ölfarbe, um die gewünschten Aspekte des Objekts hervorzubringen.
Die Arbeiten von McKee wurden in einer Reihe von Druckpublikationen veröffentlicht, häufig im Zusammenhang mit anderen angesehenen Künstlern wie zum Beispiel John Currin, zuletzt in The Upset: Young Contemporary Art, herausgegeben vom deutschen Die Gestalten Verlag. Außerdem sind McKees Arbeiten in der ständigen Sammlung des Scottsdale Museum of Contemporary Art (SmoCA) in Scottsdale vertreten. 
Nach einem längeren Aufenthalt in China lebt und arbeitet der Künstler in Berlin. 